# Шапошников, Константин Яковлевич
Константин Яковлевич Шапошников (1908, Павловск, Воронежская губерния — 1991, Ростов-на-Дону) — российский учёный, доктор технических наук, профессор, директор Таганрогского радиотехнического института (1952—1957).

## Биография
Родился 15 мая 1908 года в г. Павловске Воронежской губернии (ныне — в Воронежской области.
В 1926 году окончил школу в Павловске. С 1926 по 1929 годы работал электромонтёром на шахте 5-6 Министерства угольной промышленности в г. Сталино.
В 1930—1935 годах учился в Новочеркасском энергетическом институте. В 1935—1937 годах — инженер Шахтэлектросети Ростовэнерго в г. Шахты.
В 1937 году поступил в аспирантуру НПИ и работал старшим преподавателем. В 1941 году защитил диссертацию на степень кандидата технических наук. В этом же году — декан энергетического факультета НПИ.
К. Я. Шапошников — участник Великой Отечественной войны. В июле 1941 года добровольцем вступил в истребительный отряд в качестве командира пулемётного взвода, в ноябре 1941 года участвовал в освобождении Ростова-на-Дону.
В марте 1943 по указанию ЦК КПСС работал в Ростовском обкоме КПСС инструктором, затем — заместителем заведующего отделом тяжёлой промышленности. В 1944—1947 годах — учёба в высшей партийной школе при ЦК КПСС. В 1949 году был направлен в Новочеркасский политехнический институт «для усиления», на должность директора по учебной части.
В 1952 году МВО СССР поручило К. Я. Шапошникову возглавить строительство Таганрогского радиотехнического института и назначило его и. о. директора.

## Награды
- За активное участие в восстановлении шахт и электростанций Донецкой области — награждён двумя орденами «Знак почёта» и медалями.